# Rock Racing/2009
Deze pagina geeft een overzicht van de wielerploeg Rock Racing in 2009.

## Renners
| Naam                            | Geboortedatum | Nationaliteit    | Ploeg 2008                      |
| ------------------------------- | ------------- | ---------------- | ------------------------------- |
| Rahsaan Bahati (vanaf 18.06)    | 13-02-1982    | Verenigde Staten | Ex-prof Rock Racing 2008        |
| Chris Baldwin (tot 31.05)       | 15-10-1975    | Verenigde Staten |                                 |
| Alex Boyd                       | 21-05-1987    | Verenigde Staten | Elite-2                         |
| Glen Chadwick                   | 17-10-1976    | Nieuw-Zeeland    | Team Type 1                     |
| Iván Domínguez (vanaf 18.06)    | 28-05-1976    | Cuba             | Fuji-Servetto                   |
| James Driscoll                  | 11-11-1986    | Verenigde Staten | Elite-2                         |
| José Enrique Gutiérrez Cataluña | 18-06-1974    | Spanje           | Ex-prof LPR Brakes 2007         |
| Tyler Hamilton (tot 17/04)      | 01-03-1971    | Verenigde Staten |                                 |
| Sergio Hernandez                | 08-01-1985    | Verenigde Staten |                                 |
| Aaron Kemps                     | 10-09-1983    | Australië        | Astana                          |
| Stirling Magnell                | 05-04-1983    | Verenigde Staten |                                 |
| Francisco Mancebo               | 09-03-1976    | Spanje           | Fercase-Paredes Rota Dos Móveis |
| David Martín                    | 08-11-1983    | Spanje           | Orbea                           |
| Víctor Hugo Peña                | 10-07-1974    | Colombia         |                                 |
| Fred Rodriguez                  | 03-09-1973    | Verenigde Staten |                                 |
| Nicholas Sanderson              | 27-05-1984    | Australië        | Jelly Belly Cycling Team        |
| Oscar Sevilla                   | 29-09-1976    | Spanje           |                                 |
| David Tanner                    | 30-09-1984    | Verenigde Staten | Elite-2                         |
| David Vitoria                   | 15-10-1984    | Zwitserland      | Ex-prof BMC Racing Team 2007    |
| Justin Williams (tot 30.06)     | 26-05-1989    | Verenigde Staten |                                 |